# David von Menevia

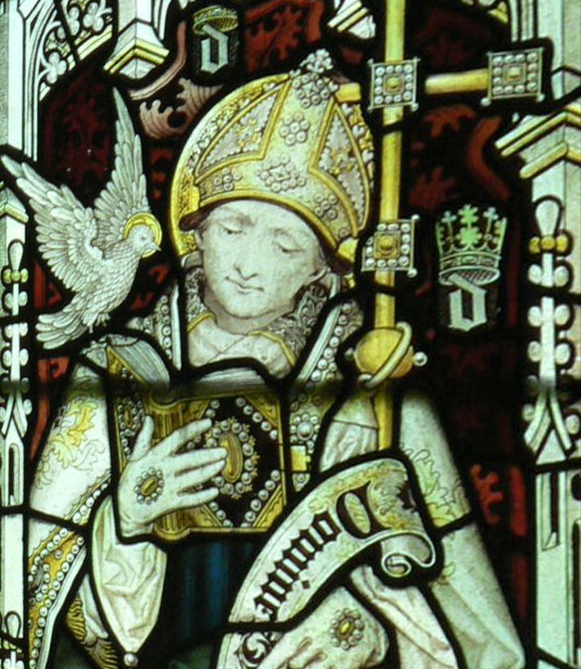
Glasfenster in der Jesus College Chapel, Oxford, mit einer Abbildung Davids. Spätes 19. Jahrhundert.

Der heilige David (walisisch Dewi Sant; * um 512; † 587) war Bischof von Menevia (walisisch „Mynyw“, heute St Davids) und gilt als Schutzpatron von Wales.

## Leben
David war ein Mitglied der königlichen Familie von Cunedda. Nach Rhygyfarch war er Sohn des sanctus rex ceredigionis, wobei Sanctus in diesem Fall als Eigenname der Person interpretiert wird, die von den Walisern als Saint Sant verehrt wird, während die tatsächliche Bedeutung heiliger König von Ceredigion ist. Der König von Ceredigion in dieser Zeit war nach der Landestradition Gwyddno Garanhir. Der Titel Garanhir oder Kranichbein bezeichnet bei den Druiden, die ihn verliehen, vielleicht eine spirituelle Fähigkeit. Als Sohn von König Gwyddno war David Enkel des Königs Ceredig, Neffe des Königs Maelgwn von Gwynedd und ein Bruder des Thronfolgers Elphin, des Pflegevaters und ersten Schirmherrn des Barden Taliesin.
Er wurde als Lehrer, Prediger und Klostergründer in Britannien und der Bretagne bekannt, in einer Zeit, als das spätere England noch weitgehend heidnisch war. Er stieg in einer Diözese auf, saß zwei Synoden vor und pilgerte nach Jerusalem, wo er vom Patriarchen zum Bischof gesalbt wurde, und nach Rom. Auf der Reise traf er den irischen Mönch Senán, der ebenfalls nach Rom gepilgert war. Die Kathedrale von St Davids steht heute an dem Platz des Klosters, das er an einem abgelegenen und ungastlichen Ort in Pembrokeshire gründete.
Davids Klosterregel schrieb vor, dass Mönche den Pflug selbst zu ziehen hatten; sie durften nur Wasser trinken, nur Brot mit Salz und Kräutern essen; sie sollten den Abend im Gebet verbringen, schreibend und lesend. Kein persönlicher Besitz war erlaubt: selbst zu sagen mein Buch war ein Verstoß. Sein Symbol ist ebenso wie das Symbol von Wales der Lauch.
Als bekanntestes mit ihm in Verbindung gebrachtes Wunder wird eine Predigt inmitten einer großen Menschenmenge überliefert. Als sich die Menge im Hintergrund beklagte, ihn weder sehen noch hören zu können, habe sich der Boden, auf dem er stand, zu einem Hügel angehoben, so dass jedermann eine gute Sicht auf ihn hatte. Das Dorf, in dem sich dies ereignet haben soll, heißt heute Llanddewi Brefi. Eine prosaischere Version der Geschichte ist, dass er den Zuhörern der Predigt empfohlen habe, auf einen Hügel zu steigen.
Das Dokument, das zahlreiche überlieferten Erzählungen über David enthält, ist Buchedd Dewi, eine Hagiographie, die von Rhygyfarch im 11. oder 12. Jahrhundert geschrieben wurde. Eines von Rhygyfarchs Zielen mit dieser Schrift war es, mehr Unabhängigkeit für die walisische Kirche zu erreichen, die nach der normannischen Invasion in England 1066 in Gefahr war. Es ist bedeutsam, dass gesagt wird, David habe den Pelagianismus angeklagt, als der Boden, auf dem er stand, sich hob.
Wilhelm von Malmesbury berichtet, dass David Glastonbury in der Absicht besucht hat, die Abtei von Glastonbury zu weihen sowie ihr einen Tragealtar einschließlich eines großen Saphirs zu spenden. Er hatte aber eine Vision von Jesus, der ihm sagte, die Kirche sei von ihm selbst vor langer Zeit seiner Mutter gewidmet worden, und es sei nicht schicklich, sie durch menschliche Hand neu zu widmen. Also gab David stattdessen einen Erweiterungsbau in Auftrag, östlich der alten Kirche (der Umfang dieser Erweiterung wurde 1921 von Archäologen verifiziert). Ein Manuskript gibt an, dass ein Saphir-Altar unter den Gütern gewesen war, die König Heinrich VIII. tausend Jahre später bei der Auflösung der Abtei beschlagnahmte. Ob dieser Saphir sich nun unter den Britischen Kronjuwelen befindet, ist nicht nachweisbar.
Seine letzten Worte waren gemäß dem Buchedd Dewi: „Seid standhaft, Brüder, und macht die kleinen Dinge.“

## Heiligsprechung
Im Gegensatz zu vielen zeitgenössischen „Heiligen“, die die Waliser sich selbst gaben, wurde David auf Betreiben des Bischofs Bernard von St Davids im Jahr 1120 durch Papst Calixt II. kanonisiert.
Sein Gedenktag, der St. David’s Day, ist der 1. März.

## Namensgeber
Dem heiligen David zu Ehren sind die Vereine der im Ausland lebenden Waliser benannt, die das Erbe der walisischen Kultur pflegen. Allein in den USA gab es 2005 gut 40 örtliche St. David’s Societies, neun in Kanada.